# Cleora hemipyrsa
Cleora hemipyrsa là một loài bướm đêm trong họ Geometridae.